# گوستخوژ
گوستخوژ (به لاتین: Gostchorz) یک روستا در لهستان است که در گمینا ویشنگو واقع شده‌است. گوستخوژ ۱۸۹ نفر جمعیت دارد.